# Gliese 832 c
Gliese 832 c  (o GJ 832 c) es un exoplaneta supertierra confirmado, que orbita la estrella enana roja Gliese 832, a una distancia de 16,1 años luz de la Tierra en la constelación de Grus. Su descubrimiento, anunciado en 2014, se realizó por el método de velocidad radial. Con un IST del 81 %, es uno de los exoplanetas confirmados con mayor parentesco con la Tierra.

## Características físicas y habitabilidad
El planeta orbita dentro de la zona de habitabilidad estelar de Gliese 832, con un periodo orbital de solo 35,7 días. Es una supertierra, con una masa mínima de 5,40 veces mayor que la de la Tierra, y un radio estimado de 1,69 (siendo 1 el radio de la Tierra y asumiendo que se trata de un planeta rocoso). Investigaciones del equipo HARPS-N sugieren que aquellos cuerpos con radios por encima de los 1,6 R⊕ (especialmente si su masa supera las 6 M⊕) tienden a acumular grandes cantidades de gases en su superficie, en un estado de transición a gigante gaseoso que los convertiría en «minineptunos». GJ 832 c se encuentra justo por encima del límite, por lo que podría ser tanto una supertierra, como un «supervenus» e incluso un minineptuno.
Su índice de similitud con la Tierra (IST) se ha estimado en un 81 %, lo que lo sitúa entre los exoplanetas confirmados con más probabilidades de ser un análogo terrestre. Su temperatura media, suponiendo unas condiciones atmosféricas como en la Tierra, sería de 22 °C (en la Tierra son 15 °C), pero puede ser considerablemente mayor si su gravedad le confiere una densidad atmosférica superior a la que le correspondería por orbitar a su estrella (tipo M1.5) a 0,16 UA. En tal caso, podría registrar un efecto invernadero desbocado similar al de Venus.
Gliese 832 es una enana roja tipo M1.5, su masa y radio representan aproximadamente la mitad de los del Sol. Este tipo de estrellas presentan un gran dinamismo en sus primeros miles de millones de años de vida, con intensas erupciones estelares o llamaradas que inundan cualquier planeta cercano con intensos niveles de radiación. A una distancia orbital respecto a su estrella de 0,16 UA, la probabilidad de que GJ 832 c esté anclado por marea a la misma es muy alta. Así, un hemisferio del planeta se encontraría permanentemente expuesto a la luz de su estrella mientras que el otro permanecería a oscuras.
Como curiosidad, si existe vida vegetal en GJ 832 c posiblemente adoptaría un color negro en el espectro visible, como consecuencia del tipo de estrella a la que orbita.